# 小行星10141
小行星10141（10141 Gotenba）是一颗绕太阳运转的小行星，为主小行星带小行星。该小行星于1993年11月5日发现。

## 轨道参数
小行星10141的轨道半长轴为2.6127243 UA，离心率为0.177。